# Amiina
Le Amiina sono un gruppo musicale islandese, formato da Hildur Ársælsdóttir, Edda Rún Ólafsdóttir, Maria Huld Markan Sigfúsdóttir e Sólrún Sumarliðadóttir, che suona spesso dal vivo e negli studi di registrazione insieme ai Sigur Rós.
Il gruppo, fondato nel 1996 a Reykjavík (Islanda) col nome di Classical String Quartet Anima, fu rinominato due anni dopo come Amìna e nel 1999 acquisì la denominazione attuale.

## Stile musicale
Le Amiina sono note per l'utilizzo particolare di molteplici strumenti durante i loro spettacoli live, anche se principalmente suonano strumenti ad arco, come negli album  ( ) e Takk... dei Sigur Rós, dei quali sono band di supporto e che hanno accompagnato nel tour del 2005. Il quartetto si esibisce sia prima che insieme ai Sigur Rós.
Il sound che li caratterizza è quello eclettico e minimalista tipico delle quattro, con sezioni più classiche per gli archi fuse ad altre elettroniche ed ambient.

## Storia
Prima di adottare il nome amiina, il gruppo era un quartetto d'archi che, alla fine degli anni '90, studiava al conservatorio di Reykjavík. Il gruppo ha iniziato poi ad affermarsi a partire dal 1999, quando ha accompagnato "on stage" il gruppo degli Sigur Rós. Questa collaborazione ha portato a diverse registrazioni in studio, a partire dall'album ( ) (2002), così come per Takk... (2005), Með suð í eyrum við spilum endalaust (2008) e Valtari (2012).
La loro prima esperienza come amiina è rappresentata dall'EP AnimaminA (2004), seguito da singolo Seoul.
Il primo album è invece Kurr, pubblicato nel marzo 2007 dall'etichetta indipendente Bláskjár. Nel giugno 2007 il disco è stato ripubblicato dalla Ever Records.
Il primo tour del gruppo da solo è stato intrapreso nel periodo 2006-2007 ed ha toccato Europa e Nord America. Dopo la pubblicazione di Kurr, nel 2007 il gruppo ha affrontato un nuovo tour.
Nel dicembre del 2007 il gruppo ha diffuso la canzone Hill, come secondo singolo estratto da Kurr. Al brano ha collaborato Lee Hazlewood come cantante (si tratta della sua ultima registrazione prima della morte).
Il gruppo appare nel film islandese Brúðguminn (White Night Wedding) (2008).
Nell'autunno 2007 si è aggiunto al gruppo il batterista Magnús Trygvason Eliassen seguito, qualche mese dopo, dal musicista elettronico Kippi Kaninus.
Il secondo album in studio è Puzzle, pubblicato nel settembre 2010, che è stato distribuito in buona parte del mondo.
Nel 2012 viene registrato The Lighthouse Project, un lavoro iniziato nel 2009 e pubblicato nel 2013 come EP, distribuito dall'etichetta tedesca Morr Music. Il gruppo in questo caso è accompagnato in studio da Ben Frost.

## Collaborazioni
Oltre all'importante collaborazione con i Sigur Rós avviata nel 1999 e tuttora portata avanti, il gruppo ha lavorato con molti altri gruppi e musicisti: Yann Tiersen, Spiritualized, Efterklang, Yukihiro Takahasi, Canon Blue, Pétur Ben, Ben Frost, Tilbury, Borko, múm, Jónsi & Alex, adhd, Moses Hightower, Zoon van snooK.

## Membri
- María Huld Markan Sigfúsdóttir (nata il 23 settembre 1980) - violino
- Hildur Ársælsdóttir (nata il 31 gennaio 1980) - violino
- Edda Rún Ólafsdóttir (nata il 3 febbraio 1978) viola
- Sólrún Sumarliðadóttir (nata il 10 agosto 1977) - violoncello
- Magnús Trygvason Eliassen - batteria (dal 2007)
- Kippi Kaninus (Guðmundur Vignir Karlsson) - elettronica (dal 2007)

## Strumenti
- Elettronica: sintetizzatore, piano digitale
- Chitarre: chitarra barocca, chitarra elettrica "solid body"
- Arpa: arpa celtica
- Tastiere: harmonium
- Aerofoni: melodica
- Metallofoni: celesta, glockenspiel
- Archi: violino, viola, violoncello
- Altri: cetra, arpa di vetro, kalimba, mandolino, sega musicale, theremin

## Discografia
Album in studio
- 2007 - Kurr
- 2010 - Puzzle
- 2016 - Fantômas

EP
- 2004 - AnimaminA
- 2009 - Re Minore
- 2010 - Over & Again
- 2013 - The Lighthouse Project

Singoli
- 2006 - Seoul
- 2007 - Hilli (At The Top Of The World)

Apparizioni in compilation
- 2005 - Screaming Masterpiece
- 2006 - Kitchen Motors Family Album/Fjölskyldualbúm Tilraunaeldhússins
- 2008 - Nightmare Revisited